# Archive (Film)
Archive ist ein Science-Fiction-Fantasy-Thriller von Gavin Rothery, der im Juli 2020 in den USA als Video-on-Demand und am 18. März 2021 auf Prime Video veröffentlicht wurde. Der Film beschäftigt sich mit der Idee, durch die Übertragung des Geistes beziehungsweise der „Seele“ in technologische Speicher ein Bewusstsein für eine, wenn auch nur begrenzte, Zeit zu „archivieren“ sodass der biologische Tod nicht mehr mit dem Ende des Lebens gleichzusetzen ist.

## Handlung
Zweieinhalb Jahre nach Beginn eines dreijährigen Forschungsvertrags steht der Softwareprogrammierer und Maschinenbauingenieur George Almore kurz vor dem Durchbruch. Er ist in einem schneebedeckten Berg in der Region Kyoto in einer von der Außenwelt abgeschnittenen Einrichtung mit dem Codenamen „The Garden“ stationiert und arbeitet dort an einem Modell, das einem echten Androiden entspricht; mit dem Körperbau und der geistigen Leistungsfähigkeit einer erwachsenen Frau. Zuvor hat er zwei kastenförmige Roboter entworfen, die Prototypen J1 und J2, die aber nicht das gewünschte Ergebnis zeitigten und lediglich die Intelligenz eines kleinen Kindes bzw. einer Jugendlichen entwickelten. Beide Roboter leben mit Almore in der Einrichtungen und er unterhält ein freundschaftliches Verhältnis zu ihnen.
Diese sensibelste Phase seiner Arbeit stellt nun aber auch die riskanteste dar, denn er muss sein wahres Ziel vor seinen Vorgesetzten verbergen. Seine schwangere Frau Jules war kurz vor dem Antritt der Stelle bei einem gemeinsamen schweren Autounfall um das Leben gekommen. Ihr Bewusstsein ist, wie es technisch inzwischen möglich ist, digitalisiert und für eine begrenzte Zeit archiviert worden. Mit dieser Technik will man es Trauernden ermöglichen einen besseren Abschied von ihren Verstorbenen zu bieten. Jules selbst war zu Lebzeiten allerdings gegen diese Technik eingestellt. Almore plant, ohne dass seine Vorgesetzten etwas davon wissen, das Bewusstsein seiner toten Frau auf J3 zu übertragen und sie somit wieder auferstehen zu lassen.
J3 jedoch kommt einem echten Menschen sehr nah, sowohl optisch als auch hinsichtlich der Gefühle, die sie für ihren Schöpfer entwickelt. Almore selbst vermeidet jedoch, sie zu nahe an sich heranzulassen. Auch J2 weiß um die Pläne von Almore und entwickelt Eifersucht, da die Maschine fürchtet, wenn das Ziel erreicht worden ist, überflüssig zu sein. Als J2 schließlich Almore und J3 vergnügt miteinander tanzen sieht, entfernt sich der Roboter unbemerkt aus der Anlage und begeht „Selbstmord“ in dem er sich in ein nahegelegenes Gewässer begibt und hier durch elektrische Kurzschlüsse zerstört wird.
Nachdem der Korpus von J2 im Wasser gefunden wird, werden Almores Vorgesetzten auf seine Tätigkeiten aufmerksam und man beschließt, seiner Arbeit ein Ende zu machen. Eine bewaffnete Einsatzgruppe wird losgeschickt. Almore verriegelt die Zugänge, doch die Angreifer arbeiten sich zielstrebig vor. Almore versucht in der kurzen Zeit, die ihm noch geblieben ist, den Transfer des Bewusstseins von Jules auf J3 durchzuführen. J3 ist zunächst entsetzt, als ihr bewusst wird, dass sie für ihren Schöpfer nur ein Zwischenschritt ist und ihr Gedächtnis schließlich vernichtet werden soll, um einer anderen Person Platz zu machen, dennoch lässt sie sich am Ende darauf ein. Der Transfer von Jules’ Bewusstsein gelingt schließlich. Obwohl Almore angezeigt wird, dass die Einsatzgruppe inzwischen die letzte Türe aufgebrochen hat, geschieht nichts, niemand erscheint, um ihn zu ergreifen. Stattdessen klingelt plötzlich das Telefon, mit dem es ihm bisher möglich war, mit dem gespeicherten Bewusstsein seiner Frau in Kontakt zu treten. Jules im Körper von J3 rät ihm davon ab, diesen Anruf anzunehmen, er tut es aber dennoch. Er hört am anderen Ende Jules sprechen und vernimmt auch die Geräusche von einem kleinen Mädchen. In diesem Augenblick wird ihm bewusst, dass nicht Jules vor zweieinhalb Jahren bei dem Autounfall gestorben ist, sondern er selbst und alles, was er seitdem erlebt hat, nicht real, sondern seine Träume waren. Träume als solche wurden in den zuvorigen Dialogen bereits thematisiert („So ist das bei Träumen manchmal“). Seine Archivierung geht nun ihrem Ende zu und wird gelöscht.
Am Ende des Filmes sieht man Jules in der Wirklichkeit den Hörer auflegen und mit ihrer kleinen Tochter auf dem Arm das Archivgebäude nach der Beileidsbekundung eines dortigen Mitarbeiter verlassen.

## Produktion
Es handelt sich bei Archive um das Regiedebüt von Gavin Rothery, der in der Vergangenheit überwiegend für die visuellen Effekte verantwortlich war, so für die ThinkTank Studios bei Moon von Duncan Jones.
Theo James, der auch als einer der Produzenten beteiligt war, übernahm die Rolle von George Almore. Rhona Mitra spielt Georges Vorgesetzte Simone, Toby Jones den Geschäftsführer der ARCHIVE Company Vincent Sinclair. Stacy Martin spielt Georges verstorbene Frau Jules und leiht den drei Androiden J1, J2 und J3 ihre Stimme, wobei sie letztere zudem verkörpert. Der Roboter J2 wurde von Timea Kinga Maday, J1 noch von Chris Schubert gesteuert.
Die Dreharbeiten fanden im Herbst 2018 in Ungarn statt. Als Kameramann fungierte Laurie Rose.
Die Filmmusik komponierte der Oscar-Preisträger Steven Price. Das Soundtrack-Album, das zwölf Musikstücke umfasst, wurde am 10. Juli 2020 von Milan Records als Download veröffentlicht.
Im Juni 2020 wurde ein erster Trailer vorgestellt. Am 10. Juli 2020 wurde der Film in den USA als Video-on-Demand veröffentlicht. Im Oktober 2020 wurde er beim Sitges Film Festival vorgestellt. Die Veröffentlichung auf Prime Video erfolgte am 18. März 2021. Nachdem Archive im September 2020 beim Fantasy Filmfest gezeigt wurde, wird er dort im September 2023 ein weiteres Mal vorgestellt.

## Rezeption

### Kritiken
Der Film konnte bislang 79 Prozent der Kritiker bei Rotten Tomatoes überzeugen bei einer durchschnittlichen Bewertung mit 7,3 von 10 möglichen Punkten.
Guy Lodge von Variety schreibt in seiner Kritik, Gavin Rothery bediene sich bei seinem Debütfilm bei verschiedenen Science-Fiction-Filmen, so Ex Machina, und Versatzstücken von Black Mirror und habe so eine High-Tech-Kreation des Wissenschaftlers Frankenstein geschaffen.

### Auszeichnungen
B3 Biennale des bewegten Bildes 2020
- Auszeichnung mit dem B3 BEN Award als Bester Spielfilm (Gavin Rothery)[17]

Sitges Film Festival 2020
- Nominierung als Bester Film im Official Fantàstic Competition (Gavin Rothery)[18]